# 马凯廖
马凯廖（義大利語：Macherio），是意大利蒙萨和布里安萨省的一个市镇。总面积3平方公里，人口7125人，人口密度2375.0人/平方公里（2009年）。ISTAT代码为015129。